# حلبة جوهر

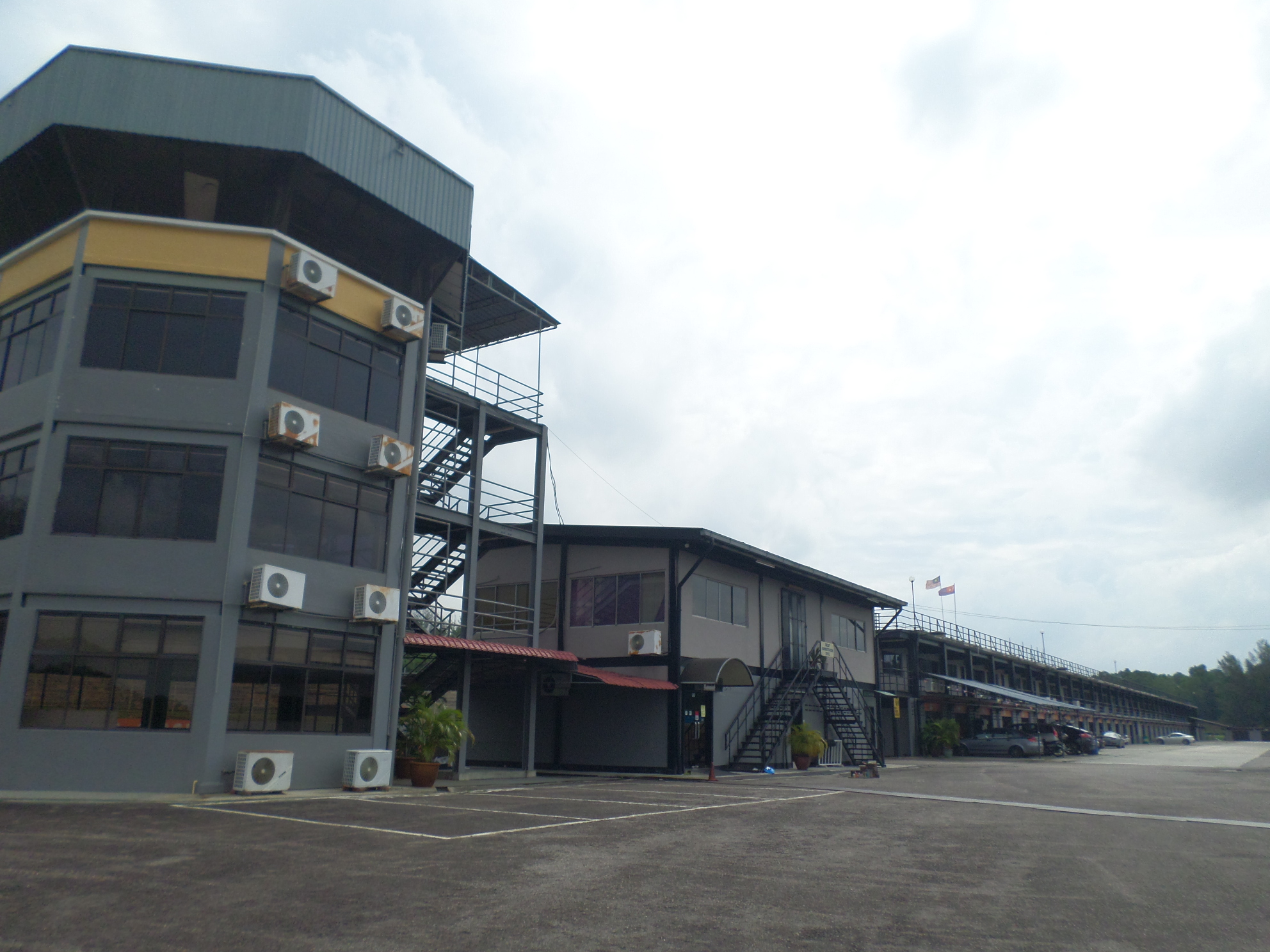
حلبة جوهر

حلبة جوهر هي حلبة سباق لرياضة المحركات الآلية تقع في ولاية جوهر في ماليزيا وكانت أول حلبة لرياضة المحركات في ماليزيا. افتتحت بشكل رسمي سنة 1986. استضافت أحداثا مثل جائزة ماليزيا الكبرى للدراجات النارية وبطولة العالم للسوبربايك. يبلغ طولها 3.86 كم.